# Rhegmoclemina bimaculata
Rhegmoclemina bimaculata is een muggensoort uit de familie van de Scatopsidae. De wetenschappelijke naam van de soort is voor het eerst geldig gepubliceerd in 1916 door Melander.